# Mailiao (Yunlin)
Mailiao (chinesisch 麥寮鄉, Pinyin Màiliáo Xiāng, Pe̍h-ōe-jī Be̍h-liâu Hiong) ist eine Landgemeinde im Landkreis Yunlin in der Republik China (Taiwan).

## Lage
Mailiao liegt im Nordwesten des Landkreises Yunlin an der Westküste Taiwans zur Taiwanstraße. Im Norden bildet der Zhuoshui, der hier in die Taiwanstraße mündet, die Begrenzung des Gemeindegebiets und auch gleichzeitig der Grenze zum nördlich gelegenen Landkreis Changhua (Gemeinde Dacheng). Die im Landkreis Yunlin angrenzenden Gemeinden sind Lunbei im Osten, sowie Taixi, Donghshi und Baozhong im Süden.
Die Topographie entspricht einer flachen Küstenebene. Die Höhe über dem Meeresspiegel beträgt größtenteils unter fünf Meter und in den letzten Jahrzehnten hat die extensive Grundwassernutzung durch die vielen Aquakulturbetriebe dazu geführt, dass die mittlere Höhe noch abgenommen hat und einige Gebiete unter dem Meeresspiegel liegen. Geologisch ist der östliche Teil Mailiaos aus Ablagerungen vor allem des Zhuoshui und des kleineren Flüsschens Xinhuwei Xi (新虎尾溪) entstanden. Der westliche Teil entstand durch plattentektonische Anhebung, Sedimentanhäufung im Bereich der Ästuare und durch Sandverwehungen an der Küste infolge nordöstlicher Monsunwinde.

## Geschichte
Im neunten Regierungsjahr Yongzhengs (1730) wurde im Gebiet von Mailiao ein kleiner Hafen in Betrieb genommen. Der Hafen entwickelte sich zum Umschlagsplatz für den Handel mit Getreide mit dem chinesischen Festland. An dem Ort wurde ein Weizenspeicher (麥仔簝,  Màizǐ liáo) errichtet. Dies entwickelte sich später zum Ortsnamen Mailiao. 1887 erhielt Taiwan den Status einer Provinz im chinesischen Kaiserreich und als Verwaltungseinheit wurde das (Hafen-)Fort Haifeng (海豐(港)堡) eingerichtet, das den Nordwesten des heutigen Landkreises Yunlin umfasste. Zur Zeit der japanischen Herrschaft (1895–1945) erfolgten verschiedene Verwaltungsreformen und Mailiao wurde 1920 Teil des Dorfes (庄,  Zhuāng) Lunbei. Als Taiwan nach Ende des Zweiten Weltkrieges zur Republik China kam, wurde Lunbei eine Landgemeinde (鄉,  Xiāng) im neu eingerichteten Landkreis Tainan. 1946 wurde Mailiao als eigene Landgemeinde von Lunbei abgetrennt. 1950 kam Mailiao zum neu gebildeten Landkreis Yunlin.

## Bevölkerung
Ende 2019 lebten 511 Angehörige indigener Völker in Mailiao, entsprechend einem Bevölkerungsanteil von 1,0 %.
| Gliederung von Mailiao |
|                        |

## Administration
Mailiao ist in 13 Dörfer (村,  Cūn) untergliedert:
1. Zhongxing (中興村)
2. Hou’an (後安村)
3. Haifeng (海豐村)
4. Sancheng (三盛村)
5. Xinji (新吉村)
6. Leicuo (雷厝村)
7. Qiaotou (橋頭村)
8. Shicuo (施厝村)
9. Lunhou (崙後村)
10. Maijin (麥津村)
11. Maifeng (麥豐村)
12. Wayao (瓦磘村)
13. Xinghua (興華村)

## Offshore-Industriezone und Hafen von Mailiao

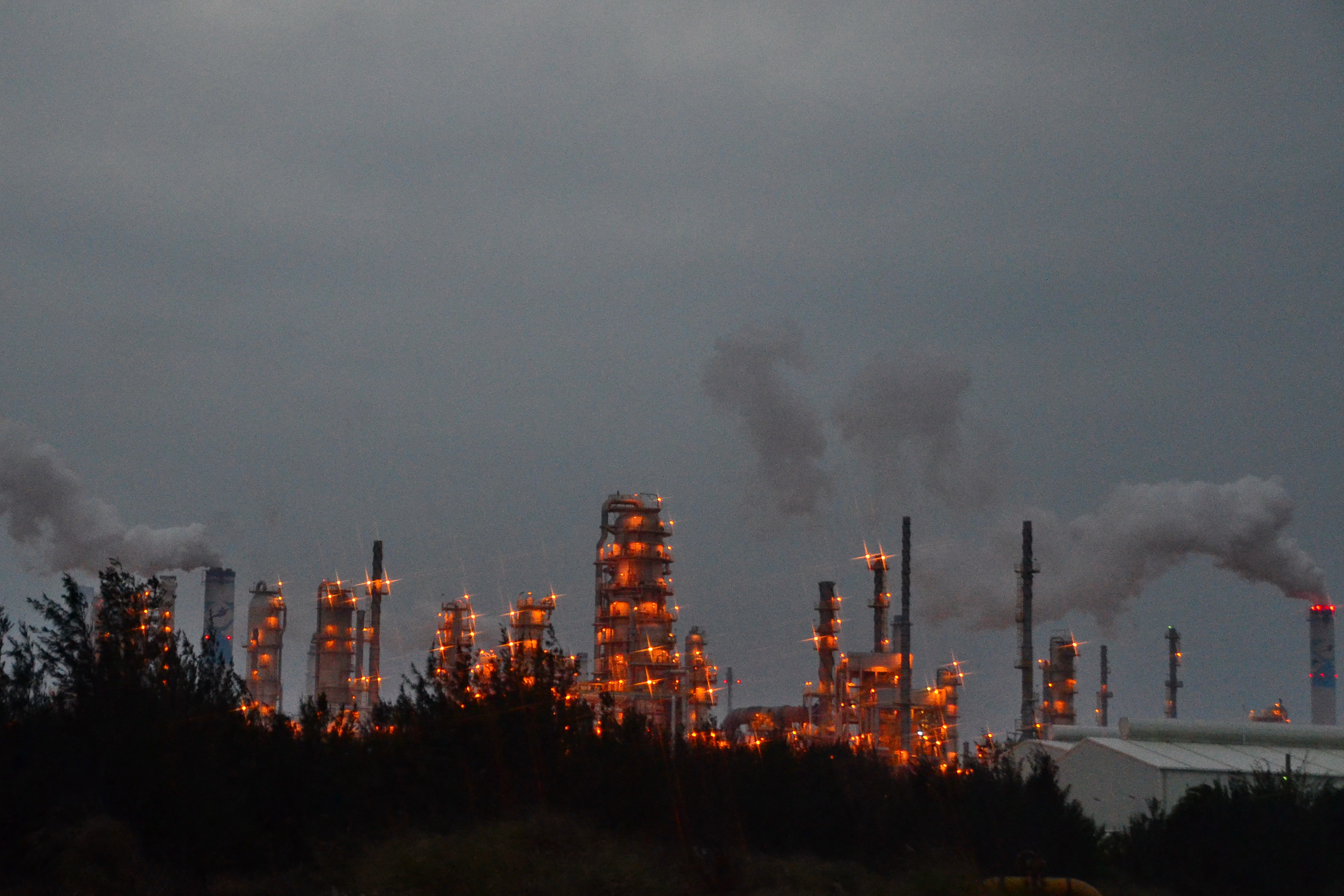
Industrieanlagen in der Abenddämmerung

In den 1980er Jahren wurde durch die Formosa Plastics Group ein Projekt für den Bau einer petrochemischen Industrieanlage (第六套輕油裂解廠, Sixth Naphtha Cracker Project, Sechstes Projekt für eine Naphtha-Cracker-Anlage) entwickelt. Hintergrund war die starke Importabhängigkeit und Verknappung von Basischemikalien in Taiwan. Im Jahr 1986 wurde das Projekt grundsätzlich von der taiwanischen Regierung genehmigt. Der ursprünglich anvisierte Standort im Landkreis Yilan konnte aufgrund von Protesten von Umweltschützern nicht realisiert werden. Auch an dem Ausweichstandort in Guanyin (Taoyuan) ab 1988 ergab sich dasselbe Problem. Im Landkreis Yunlin konnte die Anlage verwirklicht werden. Ab 1991 wurde ein ausgedehntes Projekt zur offshore-Landgewinnung vor der Küste Mailiaos umgesetzt. Die Entwicklungszone erstreckte sich über acht Kilometer in Nord-Süd-Richtung und vier Kilometer vor der Küste und umfasste insgesamt 2603 Hektar.
Dazu gehörte auch die Anlage eines Tiefwasserhafens. Der Legislativ-Yuan billigte den Plan zur Hafenanlage am 7. Juli 1993 und am 1. Januar 2001 nahm der Hafen Mailiao seinen Betrieb auf. Das Hafenprojekt umfasste 2017 eine Fläche von 476 Hektar. Bis zum Jahr 2021 wurden etwa 31,25 Milliarden US$ in die Entwicklung der Industriezone investiert. Der Hafen von Mailiao war der erste in privatwirtschaftlicher Initiative geplante und betriebene Hafen in Taiwan. Im Jahr 2018 wurde der Hafen von 2680 Wasserfahrzeugen mit einer Gesamt-Tonnage von 60,0 Millionen angelaufen. 1053 kamen aus chinesischen Häfen, gefolgt von 482 Schiffen aus Südkorea und 140 Schiffen von den Philippinen. Die Güterimporte beliefen sich auf 50,4 Mio. t und die Exporte auf 23,8 Mio. t. Die meisten Güter kamen aus den Erdölstaaten des Nahen Ostens (9,9 Mio. t, 19,76 % Saudi-Arabien; 8,0 Mio. t, 15,82 % Kuwait), sowie Australien (6,6 Mio. t, 13 %). Mit 74,4 Mio. t Umschlag war der Hafen von Mailiao 2018 in Bezug auf Frachtgut der drittgrößte Hafen in Taiwan (nach Kaohsiung 458,9 Mio. t, und Taichung 129,4 Mio. t).
Nach Schätzungen erwirtschaftete das Industriegebiet bis zu 10 % des gesamten Bruttoinlandprodukts (BIP) von Taiwan (Stand etwa 2018) und etwa 90 % des BIPs des Landkreises Yunlin.
Im Industriegebiet kam es wiederholt zu sicherheitsrelevanten Unfällen. Am 7. und am 25. Juli 2010 ereigneten sich Explosionen und lokale Brände. Am 7. April 2019 gab es eine größere Gasexplosion mit anschließendem Feuer. Am 14. Juli 2020 kam es erneut zu einer Explosion mit Ausbruch eines Feuers. Die Landkreisregierung reagierte mit der Anordnung von Untersuchungen, temporären Betriebsschließungen und Verhängung von Geldbußen gegen die verantwortlichen Unternehmen. Jedoch gab es kritische Stimmen, die forderten, dass die involvierten Unternehmen mehr zur Verantwortung gezogen werden müssten.

## Landwirtschaft
Die Landwirtschaft spielt weiterhin eine Rolle. Aufgrund ihres hohen Salzgehalts eignen sich die örtlichen Böden nur begrenzt für die intensive landwirtschaftliche Nutzung. Angebaut werden vorwiegend Wassermelonen, Erdnüsse, Knoblauch, und in geringerem Maße Winterzwiebeln, Reis und Weißkohl. Die Viehzucht (insbesondere Schweine und Geflügel) hat große Bedeutung. Ein signifikanter Teil der Gemeindefläche wird von Aquakulturbetrieben belegt. Gezüchtet werden Barsche, Aale, Milchfisch, Garnelen (Penaeus monodon), Muscheln etc. Mailiao gilt als das größte Muschelkulturgebiet Taiwans.

## Verkehr
Hauptverkehrsstraße ist die Provinzstraße 61, die parallel zur Küste durch Mailiao führt. Von dieser zweigt die Provinzstraße 17 ab, die nach Süden führt. In Ost-West-Richtung gibt es zwei größere Straßen: die Kreisstraße 154, die bis zur Küste zieht und die Kreisstraße 156, die von der Provinzstraße 17 nach Osten abzweigt.

## Besonderheiten, Sehenswertes

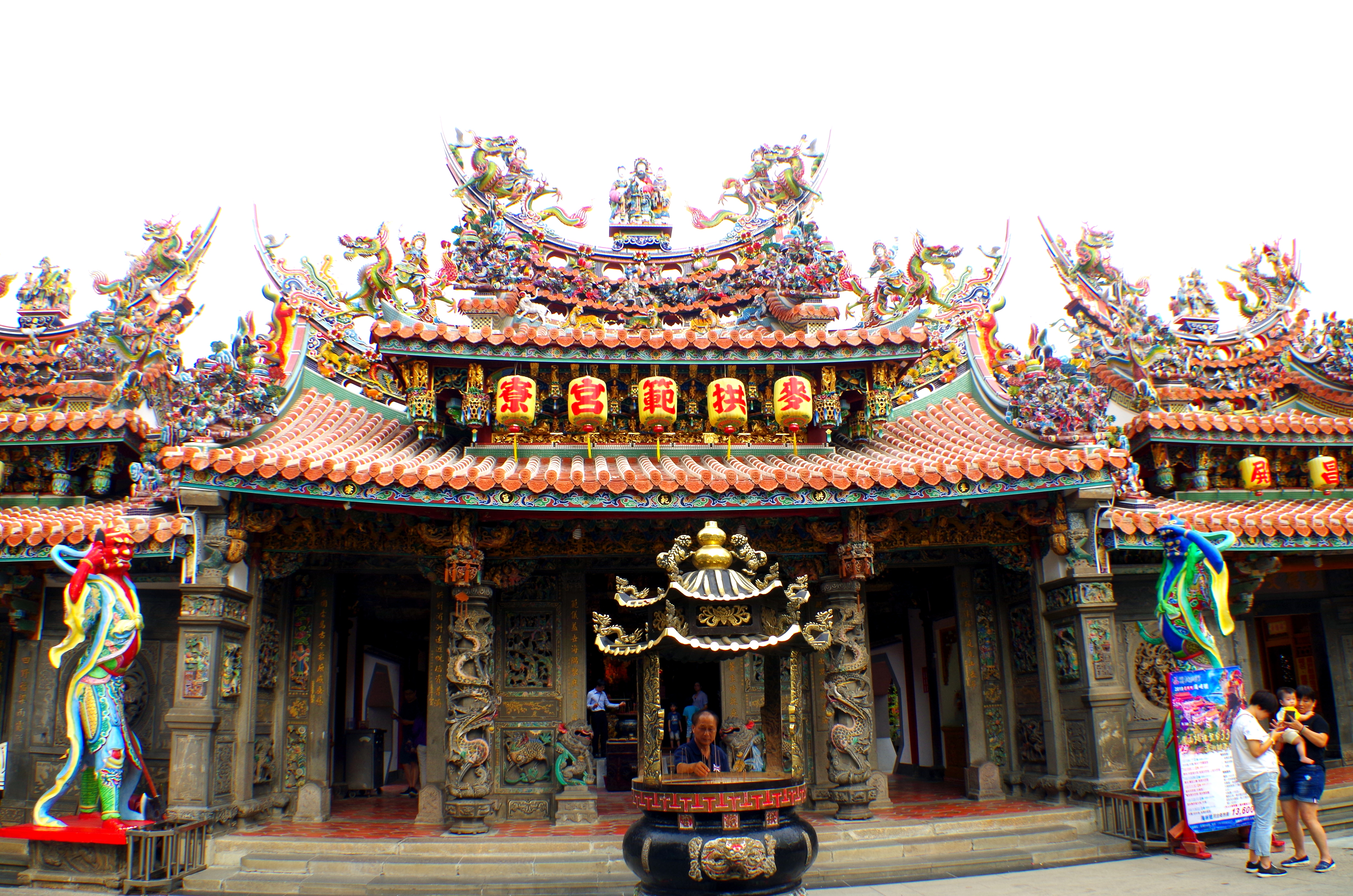
Gong-Fan-Tempel

Der örtliche Gong-Fan-Tempel (拱範宮) im Dorf Maifeng ist ein Tempel der Meeresgöttin Mazu und des Guanyin-Bodhisattva. Die Anfänge des Tempels gehen auf das Jahr 1685 (die Herrschaftszeit Kangxis) zurück.